# Maus Bocados
"Maus Bocados" é uma canção do cantor sertanejo Cristiano Araújo, lançado em 23 de setembro de 2013 como segundo single do álbum Continua. A faixa também estreia o primeiro trabalho do cantor com Dudu Borges, um dos produtores mais requisitados no mercado fonográfico.

## Lista de faixas
| Download digital no iTunes |                |         |  |
| N.º                        | Título         | Duração |  |
| 1.                         | "Maus Bocados" | 3:13    |  |

## Desempenho comercial
A canção foi a mais tocada em março de 2014 nas rádios de todo país, com 28.467 execuções, segundo o Spybat (sistema de monitoramento) se tornando um grande sucesso na carreira do cantor.

## Desempenho nas tabelas musicais
| Paradas (2013-2014)                       | Melhor posição |
| ----------------------------------------- | -------------- |
| Brasil (Billboard Brasil Hot 100 Airplay) | 4              |